# Push the Sky Away
Push the Sky Away petnaesti je studijski album australskog alternativnog rock sastava Nick Cave and the Bad Seeds. Album je 18. veljače 2013. godine objavila diskografska kuća Bad Seed Ltd. kojom rukovodi sama skupina. Snimljen u studiju La Fabrique u južnoj Francuskoj, ovo je prvi album grupe na kojem se nije pojavio izvorni član Mick Harvey, koji je napustio sastav u siječnju 2009. godine i prvi album na kojem se pojavio izvorni član Barry Adamson, koji se posljednji put pojavio na albumu Your Funeral... My Trial iz 1986. godine.

## Snimanje
Push the Sky Away bio je snimljen u La Fabriqueu, studiju koji je smješten u vili iz 19. stoljeća koja se nalazi u Saint-Rémy-de-Provenceu, Francuskoj. Njegov je producent bio Nick Launay, koji je bio producent i na prethodnim trima albumima skupine—Nocturama (iz 2003.), Abattoir Blues/The Lyre of Orpheus (iz 2004.) i Dig, Lazarus, Dig!!! (iz 2008.)— te Grindermanovim dvama studijskim albumima. Djelići snimateljskih sesija za album pojavili su se u službenom traileru za Push the Sky Away, koji je bio objavljen na YouTubeu nakon najave albuma. Skupina je ušla u studio nakon što je Nick Cave osmislio neke "neoblikovane i još nedovoljno zrele" ideje, a sastav ih je onda "[transformirao] u čudesa."
Proces snimanja bio je zabilježen u dokumentarnom filmu 20,000 Days on Earth, koji je bio objavljen 17. rujna 2014. godine.

## Glazbeni stil
Opisujući Push the Sky Away u izjavi za tisak, Nick Cave je izjavio: "Kad bih se trebao okoristiti onom otrcanom metaforom da su albumi poput djece, onda bih rekao da je Push the Sky Away duh-beba u inkubatoru, a Warrenovi su loopovi njezin maleni, drhteći otkucaji srca." Pjesme na albumu bile su napisane u dvanaest mjeseci i  "oblikovale su se u Caveovoj skromnoj bilježnici". Bilježnica je sadržavala bilješke o pjesmama na albumu, koje su nastale nakon "guglanja znatiželja i oduševljavanja egzotičnim člancima na engleskoj Wikipediji 'neovisno o tome jesu li istiniti ili ne'." (Pjesma We Real Cool također imenom spominje Wikipediju.) Prema Caveovim riječima, pjesme prikazuju kako je internet utjecao na "značajne događaje, trenutačne pomodne stvari i mistične apsurdnosti" te "pitaju kako možemo prepoznati i pripisati težinu onome što je doista važno."
Dugogodišnji bubnjar Thomas Wydler zbog zdravstvenih problema nije mogao otići na turneju sa skupinom kako bi podržao album. Cave je komentirao: "Na određeni način [Wydler] i njegovo sudjelovanje nosi novi album. Vrlo je žalosno da ne može otići na turneju zbog zdravstvenih razloga. To nam vrlo teško pada. On je zvuk ovog albuma."

## Naslovnica
Naslovnica prikazuje Cavea kako otvara prozorske kapke, osvjetljujući tako svoju golu suprugu, Susie Bick. Naslovnicu je fotografirala Dominique Issermann u parovoj vlastitoj spavaćoj sobi.

## Popis pjesama
Tekstovi: Nick Cave, glazba: Nick Cave i Warren Ellis, osim gdje je označeno drugačije.
| 1.    | »We No Who U R«            |                            | 4:04 |
| 2.    | »Wide Lovely Eyes«         |                            | 3:40 |
| 3.    | »Water's Edge«             | Cave, Ellis, Thomas Wydler | 3:49 |
| 4.    | »Jubilee Street«           |                            | 6:35 |
| 5.    | »Mermaids«                 |                            | 3:49 |
| 6.    | »We Real Cool«             |                            | 4:18 |
| 7.    | »Finishing Jubilee Street« | Cave, Ellis, Wydler        | 4:28 |
| 8.    | »Higgs Boson Blues«        |                            | 7:50 |
| 9.    | »Push the Sky Away«        |                            | 4:07 |
| 42:40 |                            |                            |      |

| 10. | »Needle Boy«      |                     | 4:04 |
| 11. | »Lightning Bolts« | Cave, Ellis, Wydler | 3:42 |

## Objava
Push the Sky Away bio je najavljen 27. studenog 2012. godine. Objavljen 18. veljače 2013., album je bio objavljen na standardnom CD-u, LP-u, ograničenoj deluxe CD/DVD inačici, super deluxe box setu i u inačici za preuzimanje s interneta. Glavni singl s albuma, "We No Who U R", bio je objavljen u inačici za preuzimanje 3. prosinca 2012.,  dok je drugi singl, "Jubilee Street", bio objavljen 15. siječnja 2013. godine. Album je debitirao na 29. mjestu ljestvice Billboard 200, i 9. mjestu Top Rock Albuma te je bio prodan u 15.000 primjeraka u svojem prvom tjednu objave. Push the Sky Away  bio je prodan u 57.000 primjeraka u SAD-u do srpnja 2016. godine.

### Turneja
Prije nego što je album bio najavljen, Nick Cave and the Bad Seeds razmišljao je o tome da nastupi na lokalitetu Humphrey's Concerts By the Sea u San Diegu, Kaliforniji 16. travnja 2013. godine. Najava je potakla govorkanja da će skupina iste godine nastupiti i na festivalu Coachella Valley Music and Arts Festival, što je kasnije bilo i potvrđeno. Dana 3. prosinca 2012. grupa je najavila kako će objavu Push the Sky Awayja pratiti australska i sjevernoamerička turneja. Šestodnevni australski ogranak turneje započeo je 26. veljače 2013. godine u Sydneyju i završio 8. ožujka u Brisbaneu, dok je dvanaestodnevni sjevernoamerički ogranak turneje započeo 14. ožujka u Dallasu, Teksasu i završio 3. travnja Denveru, Koloradu. Kasnije je bilo najavljeno i nekoliko nastupa na većim europskim festivalima, među kojima se ističu Primavera Sound u Španjolskoj, NorthSide Festival u Danskoj, Exit Festival u Srbiji i Greenville Music Festival u Njemačkoj.
Nick Cave and the Bad Seeds prvi je put odsvirao Push the Sky Away u njegovoj cijelosti na jednokratnom koncertu u Fonda Theatreu u Hollywoodu, Kaliforniji 21. veljače 2013. Nastup se prenosio uživo na YouTubeu i mogao se gledati još dodatnih 24 sata.

## Recenzije
Push the Sky Away dobio je pohvale kritičara. Prema stranici Metacritic, koja albumu daje ocjenu do 100 brojeći recenzije recenzenata iz glavne struje, album ima prosječnu ocjenu 81; ta je ocjena bazirana na 46 recenzija, što označava "univerzalno priznanje." Allmusic je albumu dodijelio tri i pol od pet zvjezdica te je glazbeni kritičar Thom Jurek komentirao kako "pjesme sadrže jednostavne melodije i aranžmane koji prikazuju krhkost i nježnost, [ali] unutar ovakvih okvira [skupina] na koncu otkriva svoje oštre kljove i nezadovoljstvo." Pišući za The A.V. Club, Jason Heller je izjavio da je "tiransko šuplji minimalizam albuma njegova najveća mana i najveća snaga", primijetio je manjak "kemije" zbog odsutnosti Micka Harveyja i dao albumu ocjenu B-. Pisac za BBC Music, James Skinner, opisao je album "zasigurno čudnijim, suptilnijim albumom od zadnjeg Bad Seedsovog uratka" i "teškim, neodoljivim i briljantnim na način koji je The Bad Seeds uvijek radio." Greg Kot iz Chicago Tribuna nazvao je Push the Sky Away "albumom bez ikakvih šokirajućih zapleta", ali je komentirao "da 'maleni, drhteći otkucaji srca,' kako to Cave naziva, počinju biti sve glasniji svakim slušanjem" u svojoj recenziji u kojoj je albumu dodijelio tri od pet zvijezda. U svojoj recenziji za The Guardian, Dave Simpson dodijelio je albumu četiri od pet zvjezdica i komentirao da sadrži "pjesme brzine glazbe za pogreb i ogoljenu glazbu koja zvuči kao da Leonard Cohen pjeva uz minimalizam Jamesa Blakea" te usporedio album i The Boatman's Call (iz 1997. godine).
Recenzent Los Angeles Timesa, Randall Roberts, izjavio je da Push the Sky Away "nije djelo koje se ležerno može zavoljeti. Cave ulazi u vijugav, meditacijski svijet koji rijetko stvara lako pamtljive dionice koje dirigiraju pjevanjem uz udaranje petama po tlu" u svojoj recenziji u kojoj je albumu dodijelio tri od četiri zvjezdice. Pišući za NME, Jenny Stevens opisao je album "velebnim i neutješnim remek-djelom" i napomenuo da skupina "spaja eksperimentiranje i slobodu svojih sporednih projekata s Caveovim najnježnijim skladanjem pjesama", dodijelivši albumu ocjenu devet od deset. Pitchfork je uratku dodijelio ocjenu osam od deset te je recenzent Stuart Berman pohvalio njegova "maglena sanjarenja koja su izgrađena na zlokobno tutnjajućim basističkim dionicama, nervoznim ritmičkim tikovima i nagovještajima koje iznose utišani vokali", dodavši da "možda ne eruptira istom silom kao olujnije geste Bad Seedsa, ali i dalje postoji temeljna prijetnja koja nosi [ovaj album]."
U svojoj recenziji za Rolling Stone u kojoj mu je dodijelio tri zvjezdice, Joe Gross komentirao je da je Push the Sky Away "pun sitnih zvukova—nježne gitare, pulsirajuća bas-gitara [i] lijeni suptilni bubnjevi." Pišući za Slant Magazine, Mark Collett je komentirao: "Suptilan, izvaljen i često bolno predivan, Push the Sky Away je remek-djelo kasnije karijere ove antipodske prirodne sile" i izjavio da je to "album uzbudljive tame kroz koju prodiru trenutci briljantnog svjetla." Glazbena kritičarka USA Todayja, Edna Gundersen, napisala je da je djelo "možda oskudnije, tmurnije i više ukleto od nedavnijih setova, ali Caveova mračna prijetnja, đavolska murdrost i komunikativan voodoo kompenziraju za manjak gitarističke udare gromova."

## Zasluge
| Nick Cave and the Bad Seeds - Nick Cave – vokali, klavir, električni klavir, dodatno miksanje, dizajn - Warren Ellis – violina, viola, tenor gitara, flauta, sintesajzer, električni klavir, glazbeni uzorci, prateći vokali, dodatno miksanje - Martyn P. Casey – bas-gitara (na pjesmama 1-6 i 8), prateći vokali - Barry Adamson – bas-gitara (na pjesmama 7 i 9), prateći vokali - Conway Savage – vokali, prateći vokali - Thomas Wydler – bubnjevi, prateći vokali - Jim Sclavunos – udaraljke, prateći vokali Dodatni glazbenici - George Vjestica – gitara s dvanaest žica (na pjesmama 4 i 5), prateći vokali (na pjesmama 5 i 8) - Chris Dauray – saksofon (na pjesmi 8) - Jessica Neilson – bas klarinet (na pjesmi 8) - Ryan Porter – trombon (na pjesmi 8) - Antonio Beliveau – prateći vokali (na pjesmama 1, 3, 7 i 9) - Aya Peard – prateći vokali (na pjesmama 1, 3, 7 i 9) - Jason Evigan – prateći vokali (na pjesmama 1, 3, 7 i 9) - Natalie Wilde – prateći vokali (na pjesmama 1, 3, 7 i 9) - Martha Skye Murphy – prateći vokali (na pjesmama 1, 3 i 7) - Children of Ecole Saint Martin – prateći vokali (na pjesmama 4, 8 i 9) | Ostalo osoblje - Nick Launay – produkcija, snimanje, miksanje - Kevin Paul – dodatno snimanje - Anna Laverty – dodatno snimanje, inženjer zvuka (za vokale), pomoćnica pri snimanju - Damien Arlot – pomoćnik pri snimanju - Thomas Lefèbvre – pomoćnik pri snimanju - Adam "Atom" Greenspan – pomoć pri miksanju - Tim Young – mastering - Tom Hingston – dizajn - Dominique Issermann – fotografija, naslovnica - Cat Stevens – fotografija |